# Peixotoa spinensis
Peixotoa spinensis är en tvåhjärtbladig växtart som beskrevs av C. Anderson. Peixotoa spinensis ingår i släktet Peixotoa och familjen Malpighiaceae. Inga underarter finns listade i Catalogue of Life.